# Provincia di Santa Elena
Santa Elena è una delle ventiquattro province dell'Ecuador, il capoluogo è la città di Santa Elena.
La provincia è stata creata il 7 novembre 2007 con territori che antecedentemente facevano parte della provincia del Guayas. È la più giovane delle 24 province ecuadoriane.
La provincia è situata sulla penisola omonima che si affaccia sull'Oceano Pacifico. I centri abitati principali, insieme al capoluogo Santa Elena sono Salinas e La Libertad.

## Geografia fisica
La provincia confina a nord con la provincia di Manabí, ad ovest si affaccia sul Pacifico, a sud sul Golfo di Guayaquil e ad est confina con la provincia del Guayas.

## Economia
Tra le risorse economiche della provincia vi sono una raffineria di petrolio e numerose infrastrutture turistiche, Salinas è una delle località balneari più frequentate dell'Ecuador.

## Cantoni
La provincia è suddivisa in tre cantoni:
| # | Cantone     | Capoluogo   |
| - | ----------- | ----------- |
| 1 | La Libertad | La Libertad |
| 2 | Salinas     | Salinas     |
| 3 | Santa Elena | Santa Elena |